# Ривас, Мария Тереса
Мария Тереса Ороско Морено (исп. María Teresa Orozco Moreno, более известная по фамилии мужа Мария Тереса Ривас (исп. Maria Teresa Rivas; 6 мая 1918, Унион-де-Сан-Антонио, Халиско, Мексика — 23 июля 2010) — величайшая мексиканская актриса, актриса «Золотого века Мексиканского кинематографа» и актриса — становительница жанра мексиканская теленовелла, поэтесса, композитор и певица.

## Биография
Родилась 6 мая 1918 года в Унион де Сан-Антонио (в других источниках указано, что она родилась в 1933 году, однако родственники актрисы утверждают, что она родилась именно в 1918 году). В мексиканском кино дебютировала в 1956 году и снялась в 57 работах, среди них присутствуют и теленовеллы. В 1958 году актёр и режиссёр Рафаэль Банкельс пригласил её в первый мексиканский телесериал «Гутьерритос», где он выступил также как главный герой, он доверил ей главную женскую роль его супруги — злодейки Росы Эрнандес. Со своей ролью она справилась блестяще, что вскоре главным амплуа станет роли злодеек. Снималась упорно и плодовито не только в кино и телесериалах, также играла в театре. Настоящим успехом актрисы является телесериал «Богатые тоже плачут», где она сыграла роль матушки Урсулы, которая прославила её на весь мир, также популярными сериалами являлись: Золотая клетка, Цыганская любовь и Личико ангела — все 4 указанных телесериала демонстрировались в РФ. Выступала не только как актриса, ну а также как поэтесса, композитор и певица и выпустила ряд грампластинок и встала в один ряд с такими великими певицами как Ампаро Монтес и Даниэла Ромо.

### Последние годы жизни
Мария Тереса Ривас всегда была женщиной бодрой и здоровой и никогда ни на что не жаловалась, она легла на плановое диагностическое обследование в Больницу Святой Елены в Мехико, однако 23 июля 2010 года она внезапно скончалась от неизвестного заболевания в окружении её детей, внуков и правнуков. Её смерть была неожиданной и безболезненной. На следующей день она была кремирована, прах захоронен там, где она родилась. На церемонии прощания побывали множество мексиканских актёров, среди которых свои соболезнования выразили близкие друзья актрисы — Эктор Бонилья, Хульета Эгуролла и Летисия Пердигон. Она оставила очень большой вклад в развитие мексиканского кино и являлась актрисой — становительницей жанра мексиканский телесериал. Её профессионализм, великолепную игру и талант до сих пор продолжают её последователи.

## Личная жизнь
Мария Тереса Ривас вышла замуж за Федерико Лопеса Риваса, родила троих детей — Сальвадора, Марию-Тересу-младшую и Федерико. Дети подарили своей маме 9 внуков, а те впоследствии и 15 правнуков.

## Фильмография

### Телесериалы

#### Свыше 2-х сезонов
- 1985—2007 — Женщина, случаи из реальной жизни (17 сезонов)

#### Televisa
- 1958 — Гутьерритос (самый первый мексиканский телесериал, давший в Мексике старт нового жанра — теленовелла) — Роса Эрнандес
- 1964 — Большой театр
- 1964 — Грозовой перевал
- 1967 — Жертвы
- 1968 — Испытание любви — донья Дельфина
- 1969 — Слабина
- 1971 — Свадебная фата
- 1972 — Молодая женщина
- 1973 — Мой соперник
- 1973 — Мы, бедные
- 1975 — Бедная Клара — донья Мерседес Эскобедо
- 1975 — Нарасхват — Лаура Пальмер
- 1977 — Договор любви — Рут
- 1979 — Богатые тоже плачут — сестра Урсула
- 1979 — Анхель Герра
- 1979 — Вероника — донья Марселина
- 1980 — Колорина — Ана Мария
- 1983 — Амалия Батиста — Эсперанса
- 1985 — Бьянка Видаль — Эстер
- 1990 — Песня об одной любви — Виктория
- 1993 — Каприз — донья Исабель
- 1994-1996 — Розовые шнурки — Эльвира Армендарис
- 1997 — Золотая клетка[исп.] — Офелия Касасола
- 1999 — Цыганская любовь — Ая
- 2000-2001 — Личико ангела

### Фильмы

#### Золотой век мексиканского кинематографа
- 1958 — День покаяния — Эльвира

#### Фильмы последующих лет
- 1960 — Симитрио — Виктория Кортес
- 1961 — Неграмотный — сеньора Гонсалес
- 1968 — Фандо и Лис — мать Фандо
- 1982 — Нет повести печальнее
- 1986 — Магия-2 — тётя

## Награды и премии

### TVyNovelas
Мария Тереса Ривас дважды была номинирована на премию, однако она ни разу не победила.